# Pušjamitra Šunga
Pušjamitra Šunga (vládl asi 184–148 př. n. l.) byl zakladatel a první panovník říše Šungů.
Pušjamitra byl původně generálem vojska Maurjovské říše. Když okolo roku 184 př. n. l. při vojenské přehlídce zavraždil posledního maurjovského krále Bhadrathu, sám usedl v Patáliputře na trůn. Tuto událost v 7. století zaznamenal indický básník Bána. Po nástupu na trůn uskutečnil velkou oběť koně (ašvamédha) a podařilo se mu zmocnit se většiny severní Indie. Skutečnost, že se za jeho vlády konala ašvamédha, svědčí o jeho náklonnosti hinduismu, resp. bráhmanismu. V buddhistických textech je proto Pušjamitra líčen jak krutovládce, který měl potlačovat buddhismus. Tato skutečnost však není jednoznačně prokázána a faktem zůstává, že za jeho vlády došlo k přestavbě několika buddhistických staveb včetně stúpy v Sáňčí.